# Креацо
Креа̀цо (на италиански: Creazzo; на венециански: Creaso, Креасо) е град и община в Северна Италия, провинция Виченца, регион Венето. Разположен е на 99 m надморска височина. Населението на общината е 11 331 души (към 2015 г.).